# Incubation
Incubation (či Incubation – The Time Is Running Out) je počítačová hra – tahová strategie společnosti Blue Byte Software uvedená na trh v roce 1997. Hráč ovládá oddíl vojáků, s nimiž plní zadané úkoly, likviduje nepřátele a postupuje jednotlivými lokacemi ve fiktivním světě kolonizované planety Scayra, na níž neznámý virus zmutoval původní obyvatele Scay’Ger v krvelačné zabijáky. Hra jako jedna z prvních strategií plně používala 3D počítačovou grafiku a podporovala hardwareový akcelerátor 3dfx Voodoo. Incubation patří do série počítačových her Battle Isle.

## Singleplayer
Základní kampaň pro jednoho hráče zahrnuje kolem 30 misí umístěných v interiérech budov a na ulicích. Postavy jednotlivých vojáků z oddílu bojem a plněním úkolů vylepšují své vlastnosti a získávají zkušenostní body, které jsou potřeba při nakupování výzbroje a výstroje vojáků. Nejčastějším úkolem je projít daný prostor přes odpor nepřátel, někdy je však třeba splnit i speciální úkoly jako např. záchrana civilistů, vyřazení z provozu určitého zařízení apod. V lokacích vojáci mohou nalézt munici a body k vylepšení vybavení. Na stanovištích mezi jednotlivými misemi lze na základě zkušenostních bodů a bodů k vylepšení vybavení vojáky vyzbrojit lepšími zbraněmi (od jednoduchých ručních zbraní přes kulomety a granátomety až po lasery), vybavit ochranným oblečením a dalšími užitečnými předměty (např. lékárnička, náhradní zásobník munice, detektor nepřátel, jetpack - batoh k dalekým skokům). Hráč musí výběr zbraní a dalšího vybavení svých vojáků přizpůsobit úkolům mise a podmínkám v dané lokaci. Musí zvažovat množství munice, zahřívání jednotlivých zbraní, jejich přesnost střelby, vybavení bodákem pro boj zblízka. V bojových lokacích pak musí pečlivě rozvažovat rozvržení svého tahu, pořadí, v němž do akce zapojí jednotlivé vojáky, aby si např. nepřekáželi při střelbě.

## Multiplayer
Hra také umožňuje zapojení více hráčů v lokální síti, kteří mohou buď bojovat proti sobě, nebo kooperovat v boji proti nepřátelům ovládaným počítačem. Tři úrovně obtížnosti se liší množstvím nepřátel a účinností jejich útoků.

## Ohlas a datadisk
Časopis PC Gamer hru ocenil jako nejlepší tahovou strategii roku 1997. Společnost Blue Byte Software později vydala rozšíření hry s názvem The Wilderness Missions, které obsahovalo dalších 39 misí a editor map. Herní obtížnost těchto dodatečných misí byla vyšší, na úrovni konce základní hry.